# 모라 (베자현)

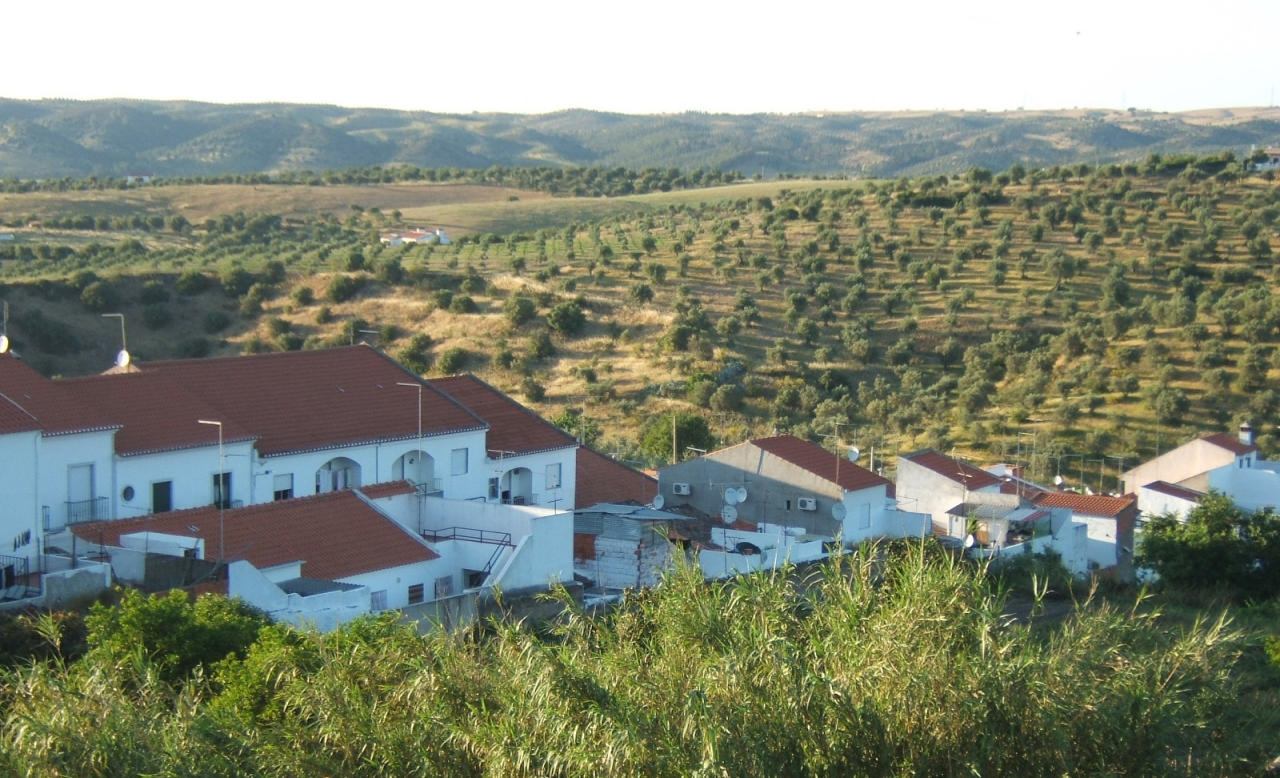
모라

모라의 위치

모라(포르투갈어: Moura)는 포르투갈 베자 현에 위치한 도시로 면적은 958.46km2, 인구는 15,167명(2011년 기준), 인구 밀도는 16명/km2이다.

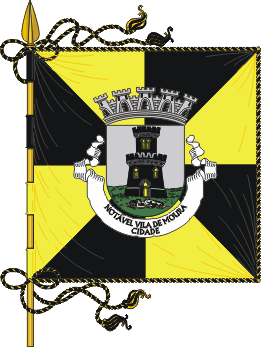
시기
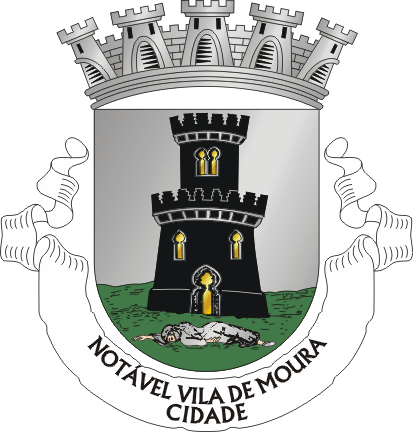
시 문장